# Бауэр, Кристиан (тренер)
Кристиан Бауэр (фр. Christian Bauer, р. 15 сентября 1951, Страсбург) — французский тренер по фехтованию на саблях.

## Спортивные достижения
Входил в национальную сборную Франции, 3-кратный чемпион Франции в командных соревнованиях (1976, 1977, 1979).

## Тренерская карьера

### Тренер сборной Франции
В 1992—2002 годах — национальный тренер сборной Франции по сабле. Под его руководством мужская сборная стала чемпионом мира 1997 и 1999 годов, а в личных соревнованиях чемпионами мира стали Дамьен Туйя (1999) и Анна-Лиза Туйя (2001). Результаты на Олимпийских играх:
- 1996 — 3-е место в личных соревнованиях (Дамьен Туйя).
- 2000 — 2-е места в личных (Матьё Гурден) и командных соревнованиях.

### Тренер сборной Италии
В 2002—2006 годах тренировал сабельные сборные Италии. Результаты на Олимпийских играх:
- 2004 — 1-е место в личных соревнованиях (Альдо Монтано), 2-е место в командных соревнованиях (мужчины).

Кроме того, женская сборная стала чемпионом мира 2001 года в командных соревнованиях.

### Тренер сборной Китая
В 2006—2010 годах — национальный тренер по сабле Китайской фехтовальной ассоциации. Результаты на Олимпийских играх:
- 2008 — 1-е место в личных соревнованиях (Чжун Мань), 2-е место в командных соревнованиях (женщины).

Как сказал Бауэр в интервью на Олимпийских играх, ему пришлось исправлять ошибочные подходы в китайском фехтовании:

Они работают слишком много. Моя работа заключалась, чтобы остановить это. Очень важно, чтобы от фехтования получать удовольствие.
Оригинальный текст (англ.)They work too much. My job was to stop this. It is very important to enjoy fencing and have fun.

### Тренер сборной России

#### 2010—2012
С мая 2010 года — генеральный менеджер сборных команд России по сабле (контракт был заключён до сентября 2012 года). Должность генерального менеджера по сабле была введена одновременно с назначением Бауэра. Назначение Бауэра вызвало весьма неоднозначную реакцию и привело к отставке прежних старших тренеров мужской и женской сборных России по сабле Бориса Писецкого и Андрея Альшана.
Результаты на чемпионатах мира:
- 2010 — 1-е места в командных соревнованиях (мужчины и женщины), 3-е места в личных соревнованиях (Вениамин Решетников и Софья Великая).
- 2011 — 1-е места в личных соревнованиях (Софья Великая), командных соревнованиях (мужчины и женщины).
- 2012 (неолимпийские виды) — 1-е место в командных соревнованиях (женщины).

Результаты на Олимпийских играх 2012 года:
- 2-е место в личных соревнованиях (Софья Великая),
- 3-е место в личных соревнованиях (Николай Ковалёв).

#### 2012—2017
20 сентября 2012 года по инициативе Алишера Усманова Федерация фехтования России продлила контракт с Бауэром на 5 лет. В октябре Бауэр сделал заявление, что Усманов дал добро на приглашение иностранных спортсменов; при этом Бауэр оценил текущую ситуацию так:

Российская сабля сейчас очень бедна. Нет юниоров, тренеров, спортсменов. На всю Россию в команде только три человека: Якименко, Ковалёв и Решетников. И то эти трое недостаточно высокого уровня, два первых — может быть, но третий — нет. … У женщин немножко по-другому. Но тоже Соня <Великая> не имеет конкуренции.

Результаты на чемпионатах мира:
- 2013 — 1-е места в личных (Вениамин Решетников) и командных соревнованиях (мужчины), 2-е места в личных (Николай Ковалёв и Екатерина Дьяченко) и командных соревнованиях (женщины).
- 2014 — 1-е место (Николай Ковалёв) и 3-и места (Алексей Якименко, Екатерина Дьяченко и Яна Егорян) в личных соревнованиях.
- 2015 — 1-е места в личных (Алексей Якименко и Софья Великая) и командных соревнованиях (женщины), 2-е место в командных соревнованиях (мужчины).
- 2016 (неолимпийские виды) — 1-е место в командных соревнованиях (мужчины).

Результаты на Олимпийских играх 2016 года:
- 1-е (Яна Егорян) и 2-е (Софья Великая) места в личных соревнованиях,
- 1-е место командных соревнованиях (женщины).

В феврале 2017 года президент Федерации фехтования России Александр Михайлов в интервью «Р-Спорт» охарактеризовал Бауэра как хорошего менеджера, умеющего управлять людьми:

Бауэр держит в команде строгую дисциплину, даёт серьёзную физическую нагрузку, но при этом варьирует её. Он всё время ищет что-то новое и применяет это в работе. Существует мнение, что его методика и стиль работы «убивают» уникальность отдельно взятого спортсмена, и все становятся похожими друг на друга. Однако мы видим, что на общем результате это сказывается положительно.

При этом Михайлов заметил, что некоторым спортсменам его методы подходят идеально (Алексей Якименко, Софья Великая, Яна Егорян), некоторым — не очень (Николай Ковалёв, Вениамин Решетников). Конфликты Бауэра с российскими тренерами Михайлов объяснил так:

Бауэр на всё имеет свою точку зрения и редко соглашается с другими. … [Когда на учебно-тренировочных сборах личные тренеры спортсменов пытаются работать по-своему], Кристиан пытается объяснить собственную точку зрения, если не получается — навязывает её, а тренеры в свою очередь этого не приемлют.

Также Михайлов как большой плюс Бауэра назвал отсутствие у него региональных интересов.
Результаты на чемпионатах мира:
- 2017 — 3-е место (Камиль Ибрагимов) в личных соревнованиях.

#### 2017—2020
В конце 2017 года, когда у Бауэра истекал контракт, он вёл переговоры с Федерацией фехтования Китая. Однако 5 октября было официально объявлено, что Бауэр подписал трёхлетний контракт с Федерацией фехтования России и остаётся генеральным менеджером сборной по сабле.
Результаты на чемпионатах мира:
- 2018 — 1-е (София Позднякова), 2-е (Софья Великая) и 3-и (Камиль Ибрагимов, Яна Егорян) места в личных соревнованиях, 2-е место в командных соревнованиях (женщины).
- 2019 — 1-е место в командных соревнованиях (женщины), 2-е место в личных соревнованиях (Софья Великая).

## Награды
- Орден Дружбы (25 января 2017, Россия) — за успешную подготовку спортсменов, добившихся высоких спортивных достижений на Играх XXXI Олимпиады 2016 года в городе Рио-де-Жанейро (Бразилия)[11].